# Funafutia crosseana
Funafutia crosseana is een tweekleppigensoort uit de familie van de Lucinidae. De wetenschappelijke naam van de soort is voor het eerst geldig gepubliceerd in 1869 door Issel.